# Colle d'Allos
Il Colle d'Allos (2.247 m) è un valico alpino francese. 

## Descrizione

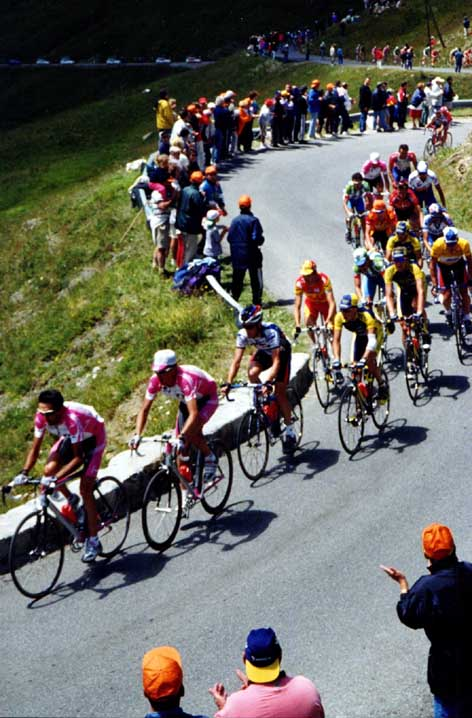
Il passaggio del Tour nel 2000

Il colle unisce la valle dell'Ubaye nel dipartimento delle Alpi dell'Alta Provenza e la valle del Verdon nel dipartimento delle Alpi Marittime. Dal punto di vista orografico il colle separa le Alpi Marittime ad est dalle Alpi e Prealpi di Provenza ad ovest. Nei pressi del colle si trova il comune di Allos e nasce il fiume Verdon.

## Ciclismo
Il colle è stato superato varie volte durante il tour de France.